# 芸術産業館

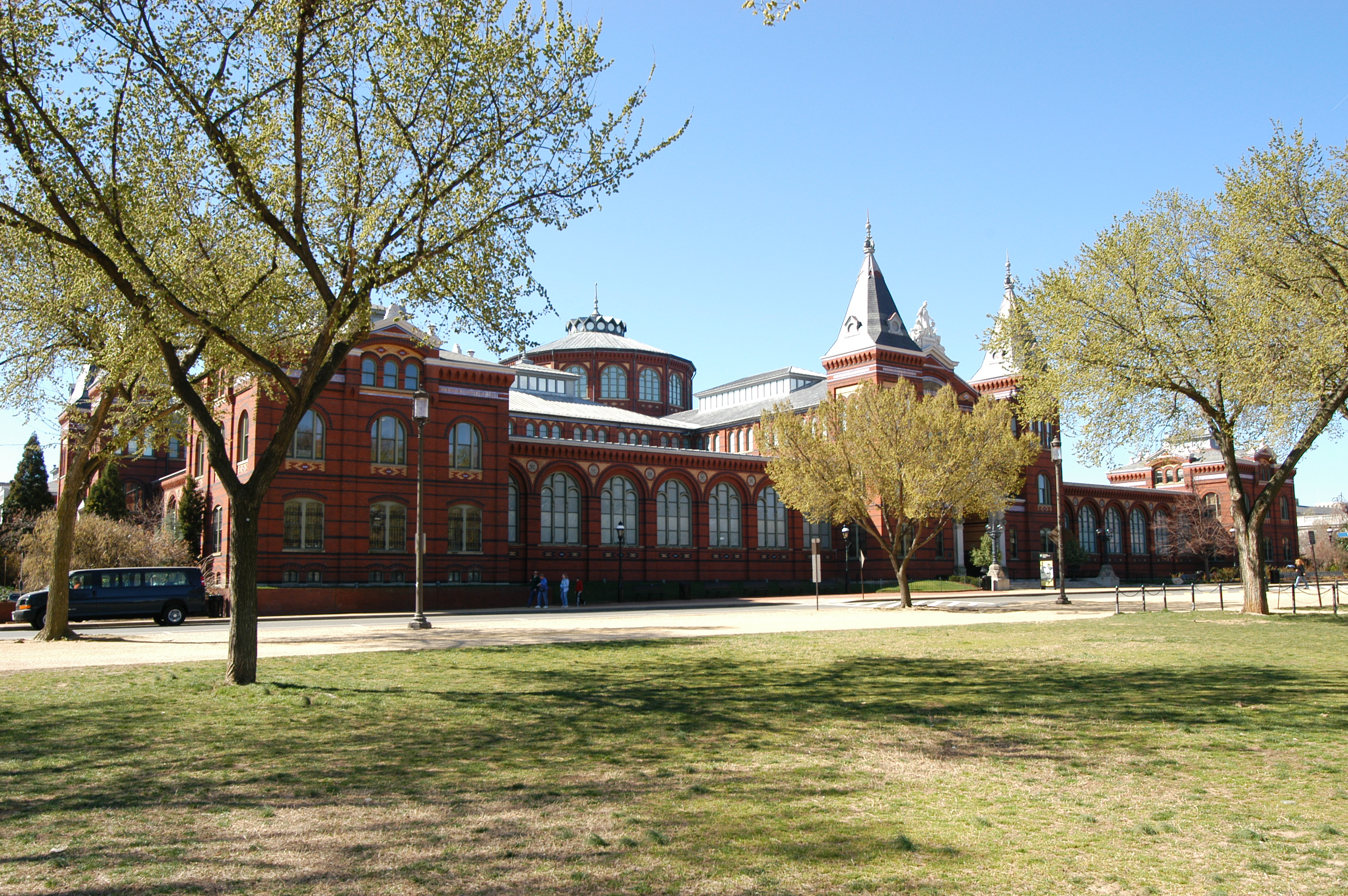
芸術産業館、ナショナル・モール側から。

芸術産業館（げいじゅつさんぎょうかん、英語名The Arts and Industries Building）は、アメリカ合衆国首都ワシントンD.C.にある博物館の名称。首都中心部のナショナル・モール沿いに位置し、スミソニアン協会の運営するスミソニアン博物館群の一つである。また、数あるスミソニアン博物館の中で、芸術産業館は2番目に古く建設された博物館である。

## 位置
産業館の位置は国立アフリカ美術館とハーシュホーン博物館の間にあり、ジェファーソン通りに面している。通り道路側からの南入り口とナショナル・モール側からの北入り口がメインエントランスとなる。ワシントンメトロ地下鉄を利用し、スミソニアン駅 (Smithonian Station) で下車すると近い。2006年現在は改装の為開館しておらず、後述する館内の一部施設のみ利用できる。

## 沿革・概要

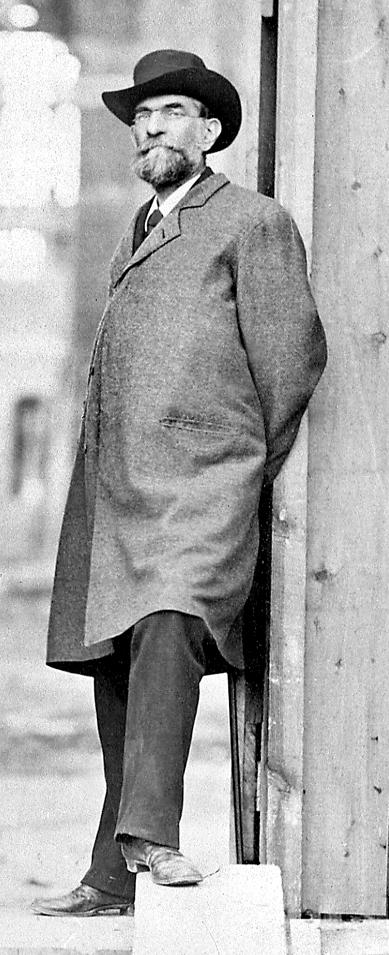
設計した建築家の一人、アドルフ・クラス。当時の国立博物館を背にスミソニアン協会撮影。

産業館建物は当初1877年にアメリカ合衆国連邦議会へ建設案が提出され、その後アドルフ・クラス&ポール・シュルツ建設会社が「国立博物館 (National Museum)」としてデザインし、1881年に開館されたもの。開館した同年にアメリカ合衆国第20代大統領ジェームズ・ガーフィールドの就任舞踏会が行われたことでも有名である。開館した頃の博物館は左右対称、中心のロタンダとギリシャ式の十字架を主とするデザインで構成されていた。更に外観は幾何学模様のレンガで出来た外壁で構築され、彫刻家のキャスパー・ブバールによる「科学と産業を守るコロンビア (Columbia Protecting Science and Industry)」と名づけられた彫像も、既に北側メインエントランス上部に設置されていた。
産業館内観は天窓とクリアストリー（採光窓）の利用により、部分的に明かりが差す設計になっていた。1883年に、外観はより明るい栗色のレンガを使用して整備された。1910年にはこの国立博物館内に展示されていた、スミソニアン協会所有の自然史に関する収集品が国立自然史博物館に移されることとなり、また博物館の名称が現在の「芸術産業館」へと改められた。その後1940年代後半には保管できる施設や場所が無いなどの理由から、現在の国立航空宇宙博物館が所有する航空や宇宙に関連した収集品の一部も収容していた時期があった。
1964年、それ以前から保管されていた残りの展示品が当時の歴史科学博物館（現在の国立アメリカ歴史博物館）へ移動された。芸術産業館は1976年に、常置の展示品のみの博物館として再び開館した。こうした常置の展示品には1876年にフィラデルフィアで開催された世紀博覧会で展示された、世界中からの実に多くの作品群が含まれていた。また、同時期に「ディスカバリー・シアター」として親しまれている子供用劇場も館内に新しくオープンした。以降、芸術産業館は現代芸術などの作品を専門に収容する建物となった。
2004年に芸術産業館は改装のため、再び閉館となった。一般の観光客は子供向けのディスカバリー・シアターのみ利用できる。